# Conchapelopia
Conchapelopia is een muggengeslacht uit de familie van de Dansmuggen (Chironomidae).

## Soorten
- C. aagaardi Murray, 1987
- C. abiskoensis (Goetghebuer, 1940)
- C. aleta Roback, 1971
- C. bruna Roback, 1971
- C. currani (Walley, 1925)
- C. fasciata Beck and Beck, 1966
- C. hittmairorum Michiels & Spies, 2002
- C. intermedia Fittkau, 1962
- C. melanops (Meigen, 1818)
- C. mera Roback, 1971
- C. pallens (Coquillett, 1902)
- C. pallidula (Meigen, 1818)
- C. paramelanops Roback, 1971
- C. rurika (Roback, 1957)
- C. telema Roback, 1971
- C. triannulata (Goetghebuer, 1921)
- C. varna Roback, 1981
- C. viator (Kieffer, 1911)